# Burton-in-Kendal
Burton-in-Kendal è un villaggio e parrocchia civile dell'Inghilterra, appartenente alla contea della Cumbria.